# Acer cinerascentiforme
Acer cinerascentiforme är en kinesträdsväxtart som beskrevs av Antonina Ivanovna Pojarkova. Acer cinerascentiforme ingår i släktet lönnar, och familjen kinesträdsväxter. Inga underarter finns listade i Catalogue of Life.